# 基拉伊·贝拉
基拉伊·貝拉（匈牙利語：Király Béla，1912年4月14日—2009年7月4日），著名的匈牙利軍人、政治家、學者。1956年曾參加反抗共產政權的匈牙利起義，起義失敗之後流亡美國。1989年東歐民主化之後返回匈牙利，當選為國會議員，出任國防委員會副主席和武装部隊改革顧問。

## 早年生活
基拉伊·貝拉生於匈牙利的考波什堡，他的父親是一位鐵路車站的站長。年輕時他養鴿，這成了他的終生嗜好。他的夢想是做一名馴獸師，然而家庭條件原因，他的夢想落空。而他本人又患有天生色盲而無法在鐵路公司工作。1930年，因義務兵役制，他參加了軍隊，并在“考波什堡軍官學校”學習，由於他的學習成績優異，他於1935年8月被授予少尉軍銜，1945年12月晉升爲上尉。

## 二戰期間及戰後初期
1941年期間，匈牙利作爲軸心國的一員，基拉伊·貝拉隨匈牙利軍隊前往東綫戰場作戰，期間，曾兩度負傷。1945年3月，被蘇軍俘虜并被送往西伯利亞。1947年，二戰戰勝國簽署《巴黎和平條約》之後，他返回匈牙利，並加入了匈牙利共產黨和匈牙利人民軍。1950年被晉升爲陸軍少將，負責指揮步兵師團。當斯大林與南斯拉夫領導人鐵托決裂之後，斯大林曾經策劃以軍事行推翻鐵托政權，而基拉伊·貝拉的部隊被安排在軍事行動之中，按照基拉伊·貝拉的説法，因爲韓戰的爆發，打消了斯大林的這個計劃。

### 五年監禁
1951年，拉科西政權以“顛覆罪”、“煽動叛亂罪”以及“間諜罪”等數項罪名逮捕了他。並於1952年1月15日被判處死刑。之後，當局對他的刑罰由死刑改判為終身監禁。他的妻子在1951年8月被匈牙利國家保安局拘留了三年。1955年，她與基拉伊·貝拉離婚。1956年9月，面對著匈牙利民衆反蘇情緒的日益高漲，爲了緩和公衆情緒，格羅·埃諾政府將他與其他囚犯一同予以假釋。

## 1956年匈牙利起義期間
他出獄后不久匈牙利起義爆發，當時他正在住院處於手術後的康復期，但是，他不等完全康復便私自從醫院出來。2006年，他接受法新社采訪，談到當時的處境說：“我被監禁五年後，已是皮包骨。我還遠未痊癒，所以我不得不溜出醫院，因為醫生不讓我走。”離開醫院後他加入到了匈牙利反抗共產主義政權的軍隊，並被任命爲布達佩斯反抗軍的衛隊指揮。事件當初，蘇聯軍隊由於猝不及防，不得不於1956年10月28日安排停火，並從布達佩斯撤出蘇軍。10月30日，基拉伊·貝拉指揮的軍隊襲擊了匈牙利共產黨中央委員會的大樓，拘留了數十人，並處決了一些人。類似的暴力行動開始在全市蔓延。
事件爆發當初，蘇聯高層人物米高揚建議蘇聯不要出動軍隊接入，而是希望匈牙利當局自行鎮壓“反革命”。但是，隨著事態的發展，蘇聯第一號人物赫魯曉夫對匈牙利共產黨鎮壓起義的能力失去信心，於是，他指示蘇聯軍隊於11月4日進入布達佩斯。基拉伊·貝拉儘管清醒地認識到，他和他效忠納吉政權的軍隊無法與蘇軍抗衡，但是他還是對蘇聯大使尤里·安德罗波夫隱瞞赫魯曉夫在三天前正式決定即將入侵的消息感到憤怒。1982年，他在接受《紐約時報》主編雷蒙德·艾波采訪時說：“基拉伊·貝拉先生痛苦地表示，安德羅波夫這個人很清楚發生了什麼事，但他對我、首相和其他人直到最後一刻都假裝一切如常。即使是海盜，在他們攻擊另一艘船之前，也會懸掛黑旗。他絕對是精於算計的人。”
匈牙利起義失敗之後，基拉伊·貝拉經奧地利流亡到了美國，他的同事們紛紛被捕並遭到處決。而他被匈牙利當局以缺席審判的方式宣判死刑

## 在美國生活期間
雖然美國政府對蘇軍鎮壓匈牙利起義持旁觀態度，但是美國朝野上下對參與匈牙利起義的人士充滿好感與同情。基拉伊·貝拉在美國聲望一直很高，他在五年被監禁期間通過自學掌握了英語。到了美國之後，1959年他進入哥倫比亞大學取得歷史碩士學位，並於1966年取得博士學位。他的博士論文題目是：《十八世紀晚期的匈牙利》（Hungary in the Late Eighteenth Century），該論文於1969年哥倫比亞大學出版社出版。之後，他主要以學者身份從事活動，1964年起，他在布魯克林學院教授軍事史，並成為歷史系主任。1982 年，他以榮譽教授的身份退休。作爲參與政治活動，1963年，他成爲了新組建的“匈牙利自由鬥士聯盟”（Hungarian Freedom Fighters Federation）主席，該組織得到了美國中情局的資助

## 返回匈牙利
東歐民主化運動前夕，1989年6月基拉伊·貝拉應邀出席了為納吉重新安葬的葬禮。這是他闊別33年之後重返祖國，在這之後，他正式返回匈牙利，並作爲他的出生地考波什堡代表當選為匈牙利國民議會議員。1990年5月至11月，他成爲獨立議員，之後加入自由民主主義者聯盟，後來擔任政府顧問。2004年，他成為匈牙利科學院的准院士。
2009年7月4日，他在布達佩斯家中去世，享年97歲

## 榮獲“國際義人”獎
1941-1943 年間，約50,000名匈牙利猶太人被强迫徵召到軍隊中的勞役大隊，並隨匈牙利軍隊一起被送往蘇聯前線。其中有許多猶太人飽受凍傷和飢餓，或被臭名昭著的反猶太匈牙利軍隊謀殺，只有數千名猶太人活著回到家鄉。基拉伊·貝拉是匈牙利軍隊中的高級軍官。與其他的軍官不同，基拉伊·貝拉對處於困境的猶太人深表同情，他利用自己的軍官地位盡量拯救他們的生命。
基拉伊·貝拉負責匈牙利軍隊201師的補給，該師有一個猶太奴工大隊。當他抵達前線時，基拉伊·貝拉下令也發給猶太人新的保暖軍服和鞋子，以更換他們一直穿著的破爛服裝。他還發給猶太人印有匈牙利軍隊標誌的帽子，並確保猶太人的口糧和寢室條件與其他普通士兵相同。由於他利用自己的軍官地位和權威改善了猶太奴工的生活條件，同時，因爲於將匈牙利軍服發放給了這些猶太奴工，使得無法將他們與匈牙利軍人區分，而得以免受德國士兵的迫害，使他們得以在險惡的環境下生存了下來。
戰後，幸存下來的猶太人出面作證，由於他們得到了基拉伊·貝拉的關照而免於死亡。1993年3月11日，“以色列猶太大屠殺紀念館”（Yad Vashem）為他頒發了“國際義人”榮譽獎。